# Hestrafors IF
Hestrafors IF är en idrottsförening, som bedriver verksamhet inom fotboll och innebandy. Fotbollen utövas på idrottsplatsen Bollevi som ligger vid Brandshed 5 km norr om Bollebygd väster om Borås och ägs av föreningen. Föreningen bildades den 11 augusti 1937 i samband att en av grundarna, Verner Gustavsson, fyllde år. Iden till att starta ett fotbollslag växte fram i ett grabbgäng som gillade att idrotta och kände att man kunde ge något till den lilla byn Hestrafors. Förutom Verner Gustavsson var grundarna Erland Gustavsson, Sten Claesson, Sven Svensson, Lennart Gustavsson, Sixten Lagerlöv, Karl Johansson och Arne Pettersson. Hestrafors första seriematch spelades borta mot Landvetter 1939.
Hestrafors herrlag spelar i division 3 (2023).
Herrlagets seriespel:
- 2007–2008: Division 4
- 2009: Division 5
- 2010–2011: Division 4
- 2012–2015: Division 3
- 2016: Division 4
- 2017–2023: Division 3

Föreningen har förutom seniorfotbollen även sex ungdomslag. Dessutom har föreningen ytterligare samarbetslag tillsammans med Bollebygds IF. 
2015 startade föreningen en innebandysektion som snabbt växte. 2023 har föreningen totalt sex ungdomslag inom innebandyn som bedriver sin verksamhet i Bollebygdskolan stora idrottshall och Gaddenskolans idrottshall. 
Landslagsspelaren Anders Svensson spelade i klubben åren 1990–1992.
Efter säsongen 2011 kvalificerade sig klubben för första gången  för spel i division 3. Man deltog år 2012 också i gruppspelet i Uefa Regions Cup 2013 mot lag från Makedonien, Wales och Nordirland. Hestrafors IF förlorade två matcher och spelade lika en match, och gjorde totalt 1 mål och släppte in 10. 
År 2019 kvalificerade sig Hestrafors IF återigen för gruppspel i Uefa Regions Cup efter kvalvinst mot Ystads IF FF från Skåne. Hestrafors IF lottades mot lag från Georgien, Estland och Azerbaijan. Hestrafors lottades även att anordna gruppspelet i Sverige. Turneringen blev dock inställd på grund av Covid-19. 